# Williams-Gletscher (Viktorialand)
Der Williams-Gletscher ist ein etwa 3,5 km langer Gletscher im ostantarktischen Viktorialand. In der Royal Society Range fließt er vom Sladen Summit zum Emmanuel-Gletscher.
Das Advisory Committee on Antarctic Names benannte ihn 1994 nach dem Geologen Richard S. Williams Jr. vom United States Geological Survey, einer Kapazität in der Bewertung geomorphologischer Prozesse im Fließverhalten von Gletschern anhand von Fernerkundungsdaten speziell in Island und Antarktika.